# Ljilja Vokić
Ljiljanka "Ljilja" Vokić, (rođ. Škegro; Ljubuški, 20. lipnja 1948.), bivša ministrica prosvjete i športa od 18. listopada 1994. do 4. ožujka 1998. Bivša ravnateljica VII. gimnazije u Zagrebu. 
Odlikovana je Redom Danice hrvatske s likom Antuna Radića (1995.).
2010. godine dobila je nagradu za životno djelo Nagradu Ivan Filipović za rad u srednjem školstvu.

## Vanjske poveznice
- Večernji.hr – Biografije: Ljilja Vokić  Arhivirana inačica izvorne stranice od 9. travnja 2015. (Wayback Machine)
- Narod.hr – Ljilja Vokić: Žena mora biti aktivna prvenstveno radi sebe, ma što god radila